# Expansions
| Recensione | Giudizio |
| ---------- | -------- |
| AllMusic   |          |

Expansions è il decimo album in ordine di pubblicazione del pianista jazz statunitense McCoy Tyner e il quarto con la Blue Note, pubblicato nel luglio 1970. 
È un disco che cade ai confini del jazz tradizionale, situandosi tra hard bop e jazz d'avanguardia.

## Tracce

### LP
Lato A
1. Vision – 12:15 (musica: McCoy Tyner)
2. Song of Happiness – 11:55 (musica: McCoy Tyner)

Lato B
1. Smitty's Place – 5:19 (musica: McCoy Tyner)
2. Peresina – 10:20 (musica: McCoy Tyner)
3. I Thought I'd Let You Know – 6:26 (musica: Cal Massey)

## Musicisti
- McCoy Tyner – pianoforte
- Woody Shaw – tromba
- Gary Bartz – sassofono alto
- Gary Bartz – flauto (brano: Song of Happiness)
- Wayne Shorter – sassofono tenore
- Wayne Shorter – clarinetto (brano: Song of Happiness)
- Ron Carter – violoncello
- Herbie Lewis – contrabbasso
- Freddie Waits – batteria

Note aggiuntive
- Duke Pearson – produttore
- Registrazioni effettuate il 23 agosto 1968 al Van Gelder Studio di Englewood Cliffs, New Jersey (Stati Uniti)
- Rudy Van Gelder – ingegnere delle registrazioni
- Frank Gauna – art direction e design copertina album originale
- Al Friedman – foto copertina album originale
- Thornton Smith – note retrocopertina album originale [3]